# عزیزخان خواجه

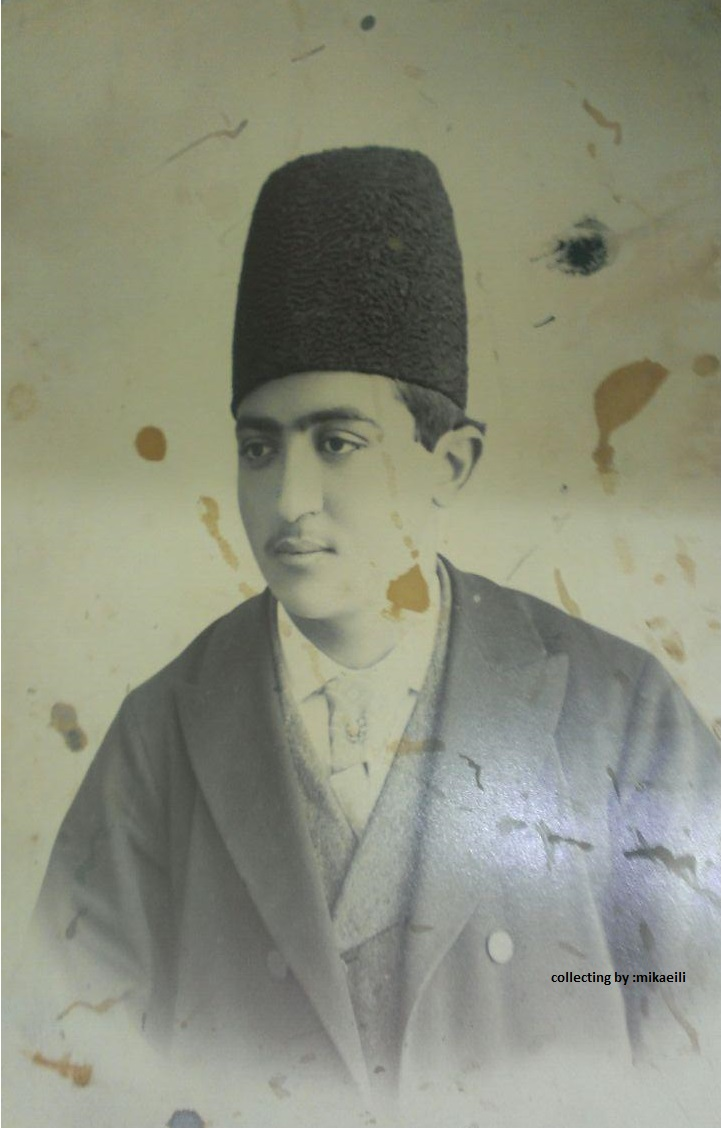
عزیزخان ندائی (خواجه)

عزیزخان ندائی معروف به عزیزخان خواجه یا عزیزخان شریف زنجانی، از خواجه سرایان یا خواجه‌های سفید رو و زیبای دربار قاجار بود که به دلیل نزدیک بودن به امین السلطان، به ثروت و املاک فراوان رسید و به یکی از ملاکین و ثروتمندان عصر قاجاریه تبدیل شد. وی پیش از مرگ خویش، به دلیل اینکه قادر به داشتن زن و فرزند نبود و وارثی نداشت، اموال و املاک خویش را وقف و تولیت آنرا به پادشاه وقت سپرد. بیشتر این اموال و املاک در سال های پس از مرگ او در مصارف و کاربردهای مختلف مورد استفاده قرار گرفتند.
از جمله باغ وسیع شخصی او واقع در نیاوران و موسوم به باغ عزیزخان خواجه بعدها به بیمارستان مسلولین تهران و دفتر کار فرح دیبا تبدیل شد یا کتابخانه خصوصی عزیزخان خواجه، که از هسته‌های اولیه تشکیل دهنده کتابخانه ملی ایران، قرار گرفت.
محل کنونی فرهنگسرای نیاوران و باغ وسیع اطراف آن، که در شرق محله حصار بوعلی قرار دارد، در گذشته به باغ عزیزخان شهرت داشته و ملک شخصی عزیزخان خواجه بوده‌است. همچنین چهارراه  موسوم به چهارراه عزیزخان، واقع در شمال چهارراه حسن آباد تهران در خیابان حافظ، به این دلیل که محل املاک و دکان‌های وی می باشد، امروزه هنوز هم به نام او خوانده می‌شود.

## خصوصیات و سالهای نخست زندگی
مهدی بامداد در کتاب شرح حال رجال ایران در معرفی او می‌نویسد: «عزیزخان خواجه از خواجگان سفید و زیبارو بود و اگر کسی از خواجگی او اطلاع نداشت، گمان می‌برد که زن زیبایی است که به لباس مردانه درآمده‌است.»
عزیزخان از دوران طفولیت و پس از اینکه مقطوع النسل و خواجه شد، در اندرونی ناصرالدین شاه قاجار زندگی می‌کرد. میرزاعلی اصغرخان امین السلطان مشهور به اتابک، وقتی که متوجه شد عزیزخان خواجه اندرونی شاه است، وی را به طرف خود جلب نمود و او را مأمور گزارش دادن جریانات اوضاع اندرونی شاه و آنچه که در میان زنان ناصرالدین شاه می‌گذشت، نمود. ناصرالدین شاه که از درز کردن اخبار اندرونی خویش به خارج از دربار و اطلاع امین السلطان از این اخبار متعجب و خشمگین شده بود، پس از مدتی تحقیق و بررسی از جریان امر مطلع شد و فهمید که راپرتچی یا مأمور گزارش‌های محرمانه اندرون به امین السلطان، عزیزخان خواجه‌است و به همین دلیل هم، او را از اندرون اخراج کرد و به امین السلطان بخشید.

## در خانه امین السلطان
بعد از اخراج عزیزخان از دربار ناصری و بخشیده شدن وی به امین السلطان، وی به خانه امین السلطان رفت و در آنجا مسکن گرفت. بدین ترتیب وی از سال ۱۳۰۶ هجری قمری به بعد، «خواجه امین السلطان» شد و کم کم نزد مردم به همین لقب هم شهرت یافت. امین السلطان، عزیزخان خواجه را بسیار دوست می‌داشت و همین امر، در کنار زیبایی و سفیدپوستی عزیزخان باعث شده بود که بسیاری تصور کنند که او معشوق شخصی امین السلطان است و از همین روی، وی در بین مردم با عنوان «معشوق امین السلطان» هم شهرت داشت.
در سفر سوم ناصرالدین شاه به اروپا، که در سالهای ۱۳۰۶ و ۱۳۰۷ هجری قمری که امین السلطان به عنوان وزیر اعظم همراه شاه بود، عزیزخان را هم به همراه خود برد. چهره عزیزخان خواجه در برخی از تصاویر بر جای مانده از این سفر، در کنار امین السلطان و سایر رجال قاجاری به چشم می‌خورد.

## ثروتمند شدن او
بدلیل علاقه شدیدی که امین السلطان به عزیزخان پیدا کرده بود، و با توجه به نفوذ و اقتدار و ثروت امین السلطان، اندک اندک عزیزخان خواجه بین مردم اهمیتی یافت، طوریکه در هر کجا که از امین السلطان دعوتی به عمل می‌آمد، از عزیزخان هم دعوت می‌شد. کم کم، به دلیل توجه و عشق امین السلطان به او، کارش خیلی بالا گرفت و یکی از متمولین و ملاکین طراز اول شد. از آنجا که تمامی کارها بوسیله شخص امین السلطان قابل انجام بود، مردم عزیزخان را واسطه بین خود و امین السلطان در انجام کارهای بزرگ قرار می‌دادند و ممکن نبود که کاری انجام شود و عزیزخان سهم خودش را در آن دریافت نکند. از طرفی رجال و افراد مختلف، از آنجا که از عزیز بودن عزیزخان نزد امین السلطان اطلاع داشتند، مقادیری نیز به خاطر تملق و خصوصیت به وی می‌پرداختند و از این جهت دیری نپائید که وی، به یکی از ملاکان و ثروتمندان و متمولین بزرگ تهران تبدیل شد.

## وصیت او
عزیزخان خواجه، علی‌رغم ثروت و املاک فراوانی که اندوخته بود، بدلیل خواجه بودن و عدم میل به زن و عدم امکان تولیدمثل، همسر و فرزندی نداشت و از این جهت معلوم نبود که پس از مرگ او، تکلیف اموال و املاک فراوان او چه خواهد شد و این اموال و املاک به چه کسانی خواهند رسید. گرچه خود عزیزخان خواجه در زمان حیاتش برخی از اموال و املاک خود را صرف امور خیریه و عام المنفعه نمود، امّا پس از مرگ عزیزخان خواجه، وصیت‌نامه‌ای از  وی بدست آمد که تاریخ آن، مربوط به زمان سلطنت احمدشاه قاجار بود. در این وصیت‌نامه که به خط و مُهر سیدعلی آقای یزدی، پدر سیدضیاءالدین طباطبایی بود، عزیزخان خواجه گفته بود که تمامی اموال من وقف و تولیت آن با پادشاه وقت ایران است و کس دیگر، به هیچ وجه حقی در اموال و املاک من ندارد.

## کتابخانه خصوصی وی
بر حسب ظاهر عزیزخان خواجه، فردی باسواد و اهل کتاب و مطالعه بوده و در این راستا در دوران حیات خویش، کتابخانه خصوصی نسبتاً بزرگ و بااهمیتی برای خود تشکیل داده بوده‌است. این کتابخانه پس از مرگ او و با توجه به وصیت‌نامه او (که در بخش فوق بدان اشاره شد)، در جریان مراحل نخست تأسیس کتابخانه ملی ایران، به این کتابخانه اهدا گردید و تبدیل به یکی از اولین منابع تأمین کتاب‌های کتابخانه ملی ایران گردید. در این ارتباط در تاریخچه تأسیس کتابخانه ملی می‌خوانیم:
در خرداد ۱۳۱۶، رضا شاه دستـور داد کتاب‌های مکرر چاپی و خطی کتابخانه سلطنتی نیز به کتابخانه عمومی معارف [که هستهٔ اصلی و اولیه کتابخانه ملی شد]، تحویل داده شود. مجموعاً ۱۳،۷۱۲ نسخـه چاپی و خطی – در چند نوبـت – بـه این کتابخانه تحویل داده شدند. همچنین کتابخانه خصـوصـی عزیرخان ندائی (عزیز خان خواجه) که اموال خود را وقف کرده و پادشاه وقت را متولی آن قـرار داده بـود نیز، به کتابخانه معارف منتقل شد. مجمـوعـه‌های دیگـری نیز در زمـان افتتـاح بـه کتـابخـانـه ملـی منتقـل گردید.

## سرنوشت برخی از دیگر اموال او
بر اساس وصیت عزیزخان،تولیت تمامی املاکش  و از آن جمله خانه و دکاکین او، واقع در شمال میدان حسن‌آباد تهران که امروزه به چهارراه عزیزخان معروف است، به شاه واگذار شده بود. علاوه بر آن عمارت و باغ وسیع متعلق به او، واقع در شرق حصار بوعلی نیز، در اختیار پادشاه وقت (صرفنظر از اینکه به کدام سلسله پادشاهی تعلق داشته باشد)، قرار داشت.در تاریخ 7 مهر 1305 املاک میرزا عزیز خان خواجه که قبلا به اعلیحضرت رضا شاه واگذار شده بود به فرمان معظم له به پیشرفت صحیه و معارف کشور اختصاص یافت. 
باغ وسیع شخصی و عمارت متعلق به عزیزخان خواجه، بعدها و در سال ۱۳۲۸ خورشیدی، از جانب محمدرضا شاه پهلوی به دکتر محمد یزدی که از همکلاسان شاه بود، واگذار شد تا در آن بیمارستان مسلولین بنا شود. این محل که گاهی باغ عزیزخان و گاهی باغ دکتر یزدی نیز خوانده شده، بعدها در تاریخ معاصر ایران شاهد وقایع جنجالی زیادی بود، امروزه به فرهنگسرای نیاوران تبدیل شده‌است.

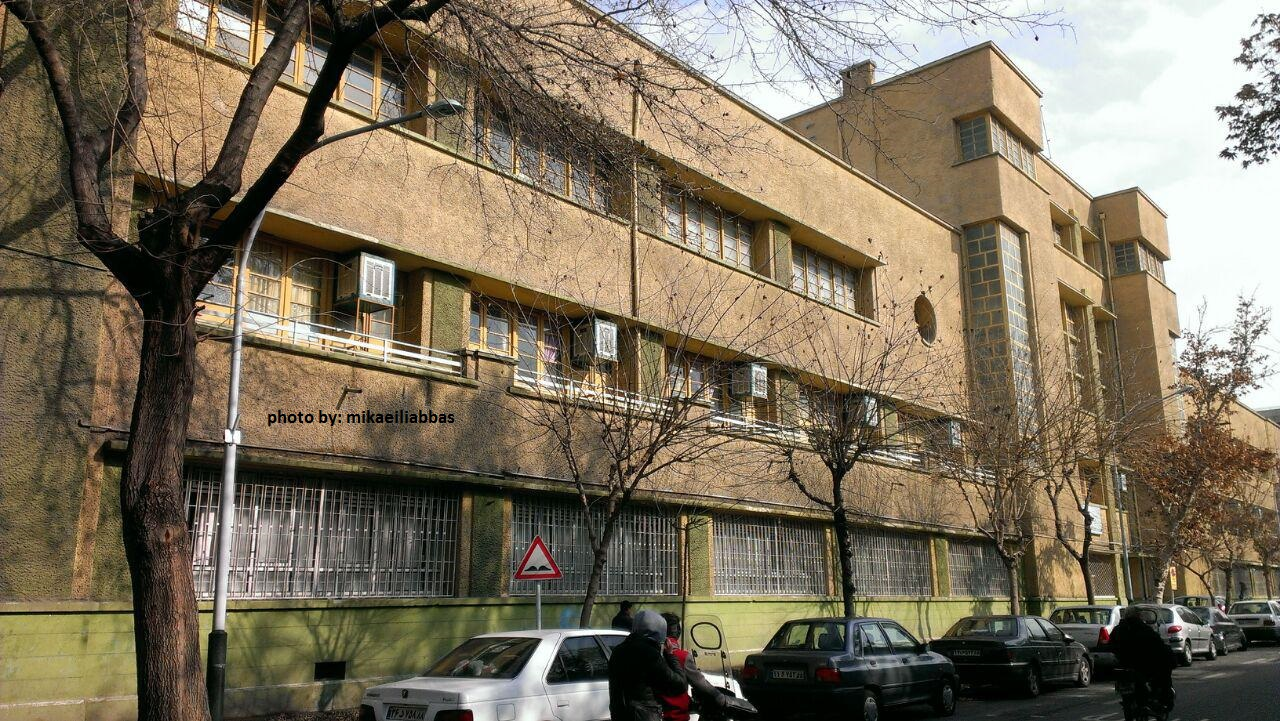
هنرستان و مدرسه متقین

از جمله اموال دیگر وی عمارتی است در خیابان سرهنگ سخایی که عرصه و اعیان آن جهت نگهداری و پرورش ایتام  وقف می باشد.
عمارت مذکور در سال 1314 به دستور رضا شاه و با معماری وارطان هوانسیان که در مسابقه طراحی هنرستان دختران نفر اول گردیده بود در مدت 3 سال ساخته شد و پس از ساخته شدن با چاپ اعلامیه ای در روزنامه کثیرالانتشار به پذیرش اطفال یتیم بی بضاعت کمتر از هفت سال می نمود که تا امروز نیز ادامه دارد.

## رونق بخشی به اراضی پلشت؛قوهه؛قلعه نو؛ارمبویه؛مامازند ورامین
یکی دیگر از اموال شخصی عزیزخان خواجه، اراضی وسیعی است که ظاهراً از عصر زندیه (و با توجه به اقامت احتمالی مادر کریمخان زند در این منطقه)، مامازند یا مامازن نامیده شده‌است. منطقه ایکه امروزه پاکدشت نامیده می‌شود. از زمانیکه این اراضی به تصرف عزیزخان خواجه در آمد، رونق و آبادانی در آنها شروع شد. از جمله گفته می‌شود که قبل از تصرف این اراضی توسط عزیزخان، در میان این اراضی تنها یک قلعه متروک وجود داشته که آثار آن تا چندین سال پیش وجود داشته و بجز آن هیچ بنای دیگری در این منطقه وجود نداشته‌است. گویا این قلعه فقط در فصل تابستان مورد استفاده کارگرانی قرار می‌گرفته که از شهرها و آبادی‌های دیگر، برای دروی مزارع گندم این ناحیه می‌آمده‌اند و در نتیجه قلعهٔ مذکور در بقیه ایام سال متروک و خالی باقی می‌مانده‌است. اما پس از این که عزیزخان این اراضی را مالک می‌شود و به این منطقه می‌آید، فردی موسوم به علی را که اهل کرمان بوده و بعدها به بلوک باشی ملقب می‌شود را، به این محل می‌آورد و وی را در قلعه پیش گفته مستقر می‌نماید. بعد از گذشت یکسال و با انجام کشت و زرع در این منطقه، محصولات خوبی از آن عاید می‌شود و به همین خاطر عزیزخان سرپرستی دیگر بلوکات خویش را نیز، به علی کرمانی واگذار می‌کند و همین سبب می‌شود که این مرد کرمانی با عنوان علی بلوکباشی معروف بشود. وی بنا به در خواست عزیزخان تعدادی از بستگان خود را به اتفاق اهل و خانواده‌شان از کرمان به این محل انتقال می‌دهد و این گروه کرمانی‌ها، برای همیشه در مامازند ورامین ساکن می‌شوند و اولین  گروه ساکنان مامازند را تشکیل می‌دهند. بدینسان عزیزخان خواجه با یاری علی بلوکباشی و خانواده کرمانیها موجبات رونق و آبادانی مامازند می‌شود. بعدها و بتدریج خانواده‌های دیگری همچون خاندان اسدبیک و  نیز خانواده خراسانیها نیز، به جمع کرمانی‌های ساکن در این منطقه اضافه شدند.